# Uwe Jellinek
Uwe Jellinek (* 25. Dezember 1953; † 17. März 2023) war ein deutscher Synchronsprecher und Schauspieler.

## Leben
Der gelernte Binnenschiffer begann 1977 seine dreijährige Schauspielausbildung an der Staatlichen Schauspielschule Berlin und wirkte in der Folgezeit als Darsteller am Theater der Stadt Schwedt/Oder mit, gefolgt von Gastspielen an verschiedenen Bühnen und Spielstätten.
Parallel dazu startete er Anfang der 1980er Jahre auch eine Karriere als Film- und Fernsehschauspieler für die ostdeutsche Filmproduktionsgesellschaft DEFA sowie für das Fernsehen der DDR. In einer größeren Nebenrolle, die des eher unbeholfenen Soldaten Hunter, wirkte Jellinek in Konrad Petzolds Indianerfilm Der Scout mit. Weitere Film- und Fernsehaufgaben schlossen sich an. Auch nach der Wende konnte er seine Karriere fortsetzen und spielte in Episoden- und Hauptrollen in Kino- und Fernsehfilmen mit, wie beispielsweise Wolffs Revier, HeliCops – Einsatz über Berlin oder Alarm für Cobra 11 – Die Autobahnpolizei. Sein Sohn Julius Jellinek ist ebenfalls als Schauspieler und Synchronsprecher tätig.
Uwe Jellinek wurde auf dem Südwestkirchhof Stahnsdorf beigesetzt.

## Filmografie (Auswahl)
- 1980: Die Verlobte
- 1981: Die Kolonie

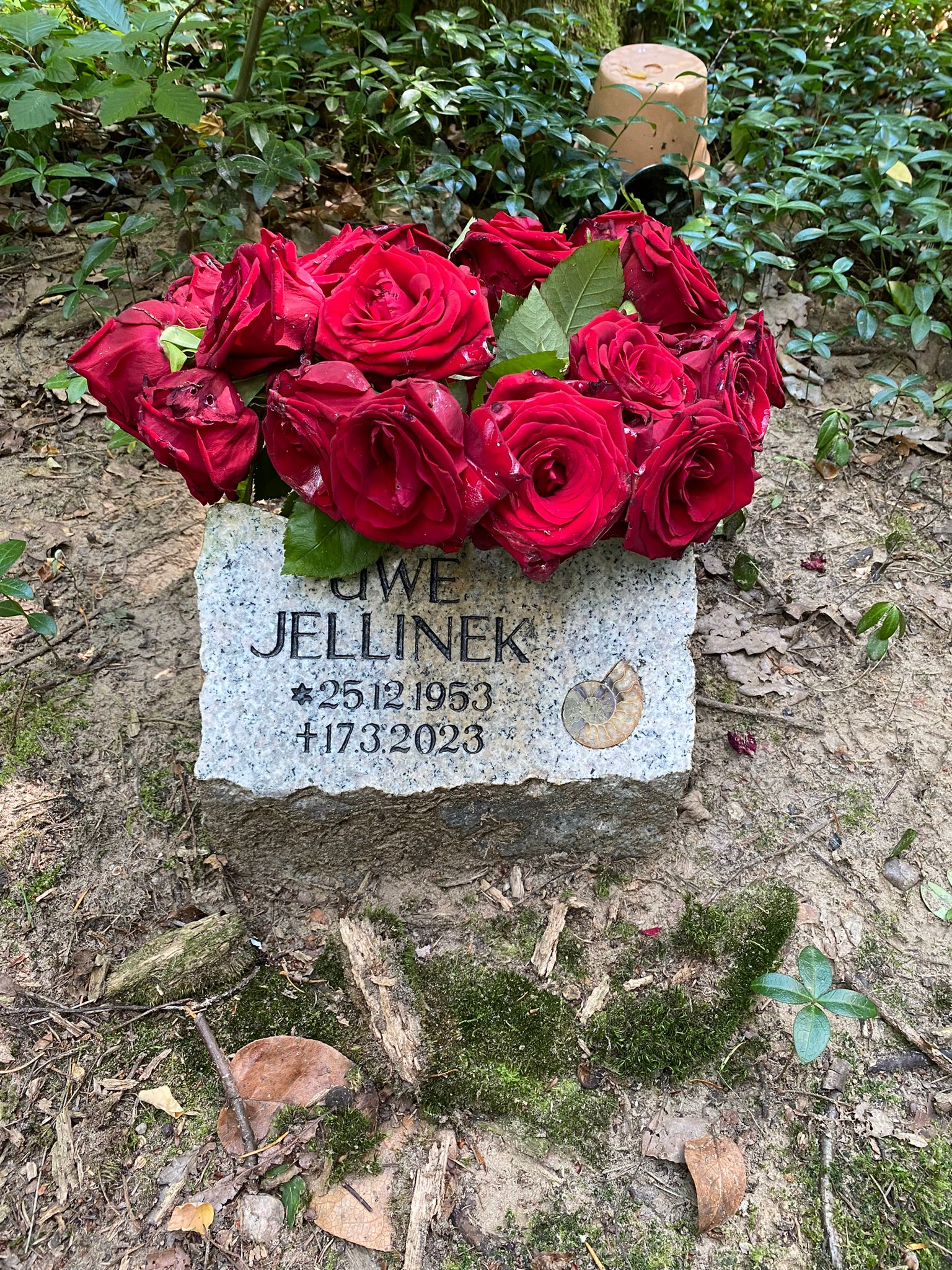
Grabstein auf dem Südwestkirchhof Stahnsdorf

- 1981: Zwei Zeilen, kleingedruckt (Dwe strotschki melkim schriftom)
- 1982: Dein unbekannter Bruder
- 1983: Der Scout
- 1984: Kaskade rückwärts
- 1984: Polizeiruf 110: Inklusive Risiko (Fernsehreihe)
- 1985: Polizeiruf 110: Laß mich nicht im Stich (Fernsehreihe)
- 1986: Polizeiruf 110: Ein großes Talent (Fernsehreihe)
- 1986: Offiziere (Fernsehfilm)
- 1987: Sansibar oder Der letzte Grund (Fernsehfilm)
- 1987: Die erste Reihe (Fernsehfilm)
- 1991: Ende der Unschuld (Fernsehfilm)
- 1998: Der Mörder in meinem Haus (Fernsehfilm)
- 2002: In aller Freundschaft (Fernsehserie, Folge 1)
- 2006: Franz + Polina
- 2010: Lotta & die alten Eisen (Fernsehserie, Folge 1)

## Sprechrollen (Auswahl)
David Schofield
- 2010: The Wolfman als Constable Nye
- 2010: Burke & Hare als Fergus

Shuuichi Ikeda
- 2002: Detektiv Conan als 'Shuuichi Akai / Dai Moroboshi (1. Stimme) (1996-) [Synchro (2002-)]
- 2016: Detektiv Conan: Der dunkelste Albtraum als Shuuichi Akai / Dai Moroboshi
- 2018: Detektiv Conan: Episode ONE – Der geschrumpfte Meisterdetektiv als Shuuichi Akai / Dai Moroboshi

### Filme
- 1994: Harland Williams in Dumm und Dümmer als State Trooper
- 1996: Lou Diamond Phillips in Mut zur Wahrheit als Monfriez
- 1997: Ralf Moeller in Batman & Robin als Wächter mit Augenklappe
- 2003: James Read in Natürlich blond 2 als Elles Vater
- 2004: Dan Castellaneta in Jimmy Neutron vs. Timmy Turner: Gefangen in der Welt der Feen als böser Robbie
- 2004: Angelo Tiffe in Meine Frau, ihre Schwiegereltern und ich als Geschäftsmann
- 2006: Henry Czerny in Der rosarote Panther als Yuri
- 2006: Winston Ellis in Pirates of the Caribbean – Fluch der Karibik 2 als Palfico
- 2008: Paul Herman in Inside Hollywood als Jerry
- 2008: Bernd Jeschek in Jump! als Josef Weil
- 2009: Duane Whitaker in Halloween II als Sherman Benny
- 2010: Jason Marsden in DC Showcase: Jonah Hex als Barkeeper
- 2010: Adam McKay in Die etwas anderen Cops als Dirty Mike
- 2011: Corey Johnson in X-Men: Erste Entscheidung als Wachmann
- 2011: Peter Wight in My Week with Marilyn als Lucys Vater
- 2011: W. Earl Brown in Kids in America als Boss McGinn
- 2012: Yorick van Wageningen in Deserter als Schreiber
- 2012: Russ Tamblyn in Django Unchained als Sohn des Revolverhelden
- 2013: Prachya Pinkaew in Return of the Warrior als Regisseur
- 2013: Ray Wise in Wrong Cops – Von Bullen und Biestern als Captain Andy
- 2014: Oliver Platt in Furchtbar fröhliche Weihnachten als Penner Santa
- 2014: Erik Stolhanske in Die Hollywood-WG – Schmeiß die Loser aus dem Haus als Jolly Roger
- 2015: Garry Chalk in A World Beyond als Schalterpolizist
- 2015: Dermot Crowley in The  Lady in the Van als Priester
- 2020: Michel Jonasz in Plötzlich aufs Land – Eine Tierärztin im Burgund als Michel

### Serien
- 1966–1973: Peter Lupus in Kobra, übernehmen Sie als Willy Armitage (161 Folgen, 3. Stimme Pro7)
- 1985: Daniel Davis in Das A-Team als Phillips (Folge 4x11)
- 1992: Tracey Walter in Raumschiff Enterprise – Das nächste Jahrhundert als Berik (Folge 6x07, TV-Synchro)
- 1993: Stephen Hawking in Raumschiff Enterprise – Das nächste Jahrhundert als Professor Stephen Hawking (Folge 6x26, TV-Synchro)
- 1994–1996: Ving Rhames in Emergency Room – Die Notaufnahme als Walt Robbins (8 Folgen)
- 1996: Michael Cudlitz in Emergency Room – Die Notaufnahme als Feuerwehrmann Lang (Folge 2x16)
- 1997: Will Potter in JAG – Im Auftrag der Ehre als Gator (Folge 3x07)
- 2000: Chris Ellis in Roswell als T. Greer (Folge 2x06)
- 2003: Akio Otsuka in Wolf’s Rain als Kibas Ziehvater (Folge 1x19)
- 2003: Robert Thurston in Stargate – Kommando SG-1 als Wissenschaftler #2 (Folge 6x02)
- 2005: Kyle Bornheimer in Monk als Officer Roberts (Folge 3x16, 2. Synchro)
- 2005: Michael Gaston in Ed – Der Bowling-Anwalt als Frank Kerwin (Folge 3x11)
- 2005: Mario Soto in Boston Public als SWAT Commander (Folge 1x09)
- 2006: Ken Kirzinger in Andromeda als Glux (Folge 5x07)
- 2006: Alan Wilder in Emergency Room – Die Notaufnahme als Mr. Ottley (Folge 12x19)
- 2008: Wolfgang Puck in Shark als Wolfgang Puck (Folge 1x02)
- 2009: Jason James Richter in Bones – Die Knochenjägerin als Clown #2 (Folge 4x12)
- 2009: Sala Baker in Prison Break als World (Folge 3x01)
- 2009–2010: Alan Dale in The West Wing – Im Zentrum der Macht als Wirtschaftsminister Mitch Bryce (Folgen 4x01,23)
- 2010: Benito Martinez in The Forgotten – Die Wahrheit stirbt nie als Lt. Matos (Folge 1x01)
- 2010, 2012–2013: Jon Favreau in Star Wars: The Clone Wars als Pre Vizsla (6 Folgen)
- 2011: John Pankow in Good Wife als Richter Cyril Handley (Folge 2x22)
- 2011–2020: Dennis Chun in Hawaii Five-0 als Sergeant Duke Lukela
- 2013: Peter McRobbie in Mercy als Dr. Melvoy (Folge 1x05)
- 2013: Benedict Wong in The Wrong Mans – Falsche Zeit, falscher Ort als Lau (4 Folgen)
- 2014: Gil Birmingham in Banshee – Small Town. Big Secrets. als George Hunter (5 Folgen)
- 2014: Paul Kasey in Doctor Who als Kutscher (Folge 8x01)
- 2014: Robert Pine in Bones – Die Knochenjägerin als Reggie (Folge 8x22)
- 2014: JB Blanc in DreamWorks Dragons als Ryker Grimborn
- 2015: Michael Adamthwaite in Ninjago als Bolobo (1. Stimme)
- 2016: Christopher Villiers in Vera – Ein ganz spezieller Fall als Noel Underwood (Folge 4x02, Synchro 2014)
- 2016–2023: Martial Le Minoux in Miraculous – Geschichten von Ladybug und Cat Noir als Tom Dupain
- 2020–2022: Lee Tockar in Ninjago als Cyrus Borg (2. Stimme)